# Villanueva de Puerta
Villanueva de Puerta es una localidad española situada en la comarca Odra-Pisuerga, perteneciente al municipio de Villadiego (provincia de Burgos, comunidad autónoma de Castilla y León). Está situada 11 km al noreste de la capital del municipio, en la carretera provincial BU-V-6013 entre Villaúte y La Piedra. La baña el arroyo denominado río Villahernando, afluente del río Brullés

## Historia

### Época Romana
De posible origen romano son los dos puentes sobre el río de Villahernando, aunque su fábrica visible es cronológicamente posterior.
Por Villanueva de Puerta pasaba la vía romana de Segisamon (actual Sasamón) a Flaviobriga (actual zona de Castro-Urdiales).

### Puentes de origen Romano
La localidad cuenta con dos puentes de origen romano bien conservados, restaurados en el año 2017

### Edad Media
El historiador Ramón Menéndez Pidal indica que la localidad aparece en la Carta de Arras del Cid, de fecha 19 de julio de 1074, con el nombre de Villanueva.
Se cita a Villanueva de Puerta en 1231, en una donación de unos prados al obispo de Burgos Mauricio, quien además mandó construir la actual Catedral de Burgos.
Entre 1247 y 1257, sin especificar la fecha concreta, Villanueva de Puerta recibe un préstamo del obispo Aparicio de 8 maravedíes.
En el Libro Becerro de las Behetrías, en 1352, consta que Villa nueva de Puerta pertenece al Alfoz de Villadiego, y era lugar de behetría del que fueron señores los Sandoval, los Delgadiellos y los hijos de Álvar Díaz.
En el siglo XVI tenía 35 vecinos y una pila (una parroquia dotada de pila bautismal, la cual se mantiene hasta la actualidad en la basílica).

#### Edad Moderna
Perteneció a la Cuadrilla de Olmos, formada por ocho lugares y una villa, entre 1785 y 1833, en el Partido de Villadiego. En el Censo de Floridablanca de 1787 figura como lugar que formaba parte de la Jurisdicción de Villadiego en el Partido de Villadiego, uno de los catorce que formaban la Intendencia de Burgos, durante el periodo comprendido entre 1785 y 1833. Contaba con jurisdicción de señorío secular siendo su titular el Duque de Frías, quien nombraba al alcalde pedáneo a propuesta del Adelantado.
El geógrafo Pascual Madoz lo describe a mediados del siglo XIX como un lugar con ayuntamiento, en la provincia, audiencia territorial, capitanía general y diócesis de Burgos. Partido Judicial de Villadiego. Situado entre unas cuestas, cerca de los páramos. Clima frío. Tiene 50 casas, escuela de instrucción primaria y una iglesia parroquial (Santa María), servida por un cura párroco. Confina al norte con Los Valcárceres, al este con Coculina, al sur con Boada y al oeste con Hormicedo. El terreno es de mediana calidad, con monte y llano. Le cruzan varios caminos locales. Produce cereales y legumbres. Cría ganado lanar y vacuno. Tiene caza menor. Población: 40 vecinos con 150 habitantes. Contribución: 2 683 reales con 30 maravedíes.
En 1857 el municipio de Villanueva de Puerta incorpora los territorios de Boada de Villadiego y Hormicedo, que se extinguen como municipios independientes.
Con fecha 7 de abril de 1970, el municipio de Villanueva de Puerta (integrado además por Boada de Villadiego y Hormicedo) se extingue y su territorio se incorpora a Villadiego.
En 1954, el BOE decretó que la superficie de la unidad mínima de cultivo para la localidad se fijaba en : secano, 1,50 hectáreas, regadío, 0,25 hectáreas

## Demografía
| Gráfica de evolución demográfica de Villanueva de Puerta entre 1842 y 1960 |
| |
| Población de derecho según los censos de población del INE. Población de hecho según los censos de población del INE.Entre el censo de 1857 y el anterior, crece el término del municipio porque incorpora a Boada de Villadiego y Hormicedo. Entre el censo de 1970 y el anterior, este municipio desaparece porque se integra en el municipio Villadiego. |

## Patrimonio
Iglesia de San Millán Abad Se ubica en un alto. Obra de fines del siglo XVI. Construida en mampostería con refuerzos de sillares. Dos naves con bóvedas. De su pasado románico hay elementos reaprovechados fuera de contexto. Tiene una sencilla portada románica. Pila bautismal románica, similar a las de Melgosa de Villadiego y Hormicedo. Mesa de altar románica usada como banco. Torre con escalera de caracol adosada lateralmente con base renacentista (siglo XVI) y remate barroco (siglo XVIII). Capillas adosadas (lateral y cabecera). Coro del siglo XVII de tipo arte morisco renaciente; tiene canecillos de dos lóbulos en forma de perfil de ese, divididos por una cuerda o soga en dos partes simétricas; motivos geométricos de tipo manierista como son los rectángulos divididos en compartimentos cuadrados y ovalados; predominan en el coro las acanaladuras a modo de triglifos, redes rombos, óvalos y medias lunas, ornamentación que se debe considerar como un arcaísmo a nivel local.
Puentes sobre el río de Villahernando De posible origen romano, con fábrica visible cronológicamente posterior.
Puente I: Romano posible y medieval. Sobre el curso alto del Arroyo del Pueblo o río de Villahernando. Un solo ojo abovedado. El arco de medio punto mide 3,5 m de luz y el conjunto del puente 6 m de calle. Sin pretil. En sus accesos se conserva parte de un empedrado. Tiene varias fases constructivas.
Puente II: Romano posible y medieval. Similar al anterior en todos los aspectos, excepto en que tiene 2,15 m de calle, fue restaurado y limpiado en torno al año 2017
Fuente Vieja Urbana. Se ubica en la margen izquierda del curso de agua que pasa por Villanueva. Situada sobre manantial, con aliviadero de hilera de sillares. Fábrica de sillares de caliza con bóveda de cañón. Posee un quicio tallado en el que se colocaba una puerta de madera. Arco de medio punto.
Pila bautismal de Hormicedo La pila bautismal románica de Hormicedo fue trasladada hace años a una plaza de Villanueva de Puerta, de donde desapareció.
Pila bautismal de Icedo La pila bautismal románica de Icedo fue depositada hace años en la carretera de Villanueva de Puerta, de donde desapareció
Turbera (Medio natural)Sometida a un proyecto de restauración como humedal por parte de la Fundación Patrimonio Natural de Castilla y León, por encomienda de la Consejería de Medio Ambiente de la Junta de Castilla y León.
Parque geológico de las lorasLa localidad se encuentra en el interior del parque geológico de las loras, declarado así por la UNESCO el 5 de mayo de 2017. El Geoparque Las Loras es un espacio de la red de geoparques de la Unesco, que se encuentra localizado en las provincias de Palencia y Burgos, en Castilla y León (España). Fue incluido en la Red de Geoparques Europeos el 5 de mayo de 2017, convirtiéndose en el undécimo geoparque de España.

## Economía
- Agricultura (principalmente de secano).
- Ganadería.
- Taller de talla de madera.

## Ocio
Fiestas patronales de San MillánEn noviembre.
Coto de caza menorNúmero BU-10848. Constituido el 03/03/1993. Superficie de 2 031,14 ha.
Ruta BTT Las LorasSeñalizada. 38,8 km. 460 m de desnivel.
Sendero de la Gargantilla21 km. 350 m de desnivel acumulado. Tiene un ramal a Villanueva de Puerta. Notación PRC-BU 198.